# Mikola Azarov
Mikola Janovič Azarov (ukr. Микола Янович Азаров); (Rusija, Kaluga, 17. prosinac 1947.); rođen kao Nikolaj Janovič Pahlo (rus. Николай Янович Пахло); je ukrajinski političar i premijer Ukrajine od 11. ožujka 2010. godine. U razdoblju od 2002. do 2005. je obnašao funkciju potpredsjednika vlade i ministra financija.  
Krajem 2004. i početkom 2005. Azarov je u dva navrata kraće obnašao dužnost premijera. Nakon pobjede Viktora Janukoviča na ukrajinskim predsjedničkim izborima 2010., Azarov je preuzeo rukovodstvo stranke Partija regija. Mikola Azarov se smatra jednom od ključnih osoba u politici približavanja Ukrajine i Rusije na ekonomskom i političkom planu. Ukrajinski građani mu često zamjeraju na konzervativnim stajalištima kada su u pitanju društveni problemi.

## Biografija
Azarov potječe iz rusko-estonske obitelji, sin je Jana Robertoviča Pahla i Jekaterine Kvasnikove, rođen u središnjoj Rusiji, u gradu Kaluga. Završio je Moskovsko državno sveučilište gdje je i doktorirao na temu geologije i minerologije. Iz poslovnih razloga preselio se 1984. u ukrajinski grad Doneck gdje se zadržao i nastavio graditi poslovnu karijeru. U politiku se aktivno uključuje sredinom devedesetih godina kao poznanik i suradnik predsjednika Leonida Kučme.

## Vanjske poveznice
- Mikola Azarov predložen za nasljednika Julije Timošenko
- Mikola Azarov novi ukrajinski premijer[neaktivna poveznica]